# 崔淐
崔淐（？—？），字震水，號鶴汀，南直隶太平府芜湖县人，明朝政治人物。

## 生平
万历二十八年（1600年）庚子科应天乡试舉人，萬曆二十九年（1601年）聯捷辛丑科進士，授行人司行人，三十八年为副使，奉命册封周府京山、汤溪、原武三王。迁铨曹（吏部稽勲司郎中），两掌选政，谢绝请属，人多服其清介。天启元年为河南道御史袁化中參劾贪贿等状，三年吏科给事中章允儒又疏言崔淐殴母，而为母所告，仍居吏部高官，鱼肉乡民。

## 家族
曾祖崔珊。祖父崔文質。父崔鉉，廪生。